# Aulos-Sinsat
Aulos-Sinsat es una comuna francesa situada en el departamento de Ariège, de la región de Occitania, creada el 1 de enero de 2019.
Los habitantes se llaman Aulosois-Sinsatois.

## Geografía
Está ubicada en el valle del río Ariège, a 20 km al sur de Foix. Pertenece a la región natural de Sabarthès.

## Historia
Fue creada el 1 de enero de 2019 como una comuna nueva, en aplicación de una resolución del prefecto de Ariège del 27 de septiembre de 2018 con la unión de las comunas de Aulos y Sinsat, pasando a estar el ayuntamiento en la antigua comuna de Sinsat.